# 정종 (고려 10대)
정종(靖宗) 1018년 9월 5일 (음력 7월 17일), 율리우스력 8월 30일 ~ 1046년 6월 30일 (음력 5월 18일), 율리우스력 6월 24일)은 고려의 제10대 국왕(재위: 1034년 11월 6일 (음력 9월 17일), 율리우스력 10월 31일 ~ 1046년 6월 30일)이다.
휘는 형(亨), 자는 신조(申照) 또는 신소(申炤), 묘호는 정종(靖宗), 시호는 홍효안의강헌영렬문경용혜대왕(弘孝安毅康獻英烈文敬容惠大王), 능호는 주릉(周陵)이다. 현종과 원성태후(元成太后) 김씨(金氏)의 둘째 아들이자 덕종의 친동생이며 문종, 정간왕의 이복 형이다.
5역(五逆)·5천(五賤), 불충, 불효자와 향(鄕)·부곡(部曲) 거주자 및 천인인 악공(樂工)·잡류(雜類) 들의 자손들의 과거 응시를 금지했고, 1046년 장자상속법을 제정하였다.

## 생애

### 생애 초반
1022년 (현종 13년) 내사령 평양군(內史令 平壤君)에 봉해졌고, 1027년 개부의동삼사검교태사 겸 내사령(開府儀同三司檢校太師 兼 內史令)에 임명되었다. 그 뒤 1034년 동복형 덕종이 죽자 그 유언으로 왕위를 승계하였다.
서경과 개경에 팔관회를 열어 대사면령을 내림으로써 백관과 백성들의 화합을 도모하였으며, 황주량, 최제안, 최충, 유지성 등을 각각 예부, 이부, 형부, 공부상서로 기용하여 조정을 개편하였다.

### 재위 기간

#### 즉위 초반
즉위년 11월 팔관회를 열었을 때 송나라의 상인들과 동·서여진(東西女眞) 및 탐라국에서 토산물을 바쳤는데, 이후 이들 동, 서 여진의 사신 및 탐라국 사절단에게도 팔관회를 관람하도록 규정을 만들었다.
1035년 서북로(西北路) 함경남도 송령(松嶺, 함흥 부근)에 장성을 쌓아 변방의 수비를 강화했고, 지금의 평안북도 창성(昌城)에 성을 쌓아 창주(昌州)라 하고 백성을 이주하여 살게 했다. 1036년 제위군(諸衛軍)에게 토지를 더 지급하여 변경의 방비를 맡게 하였다.
1036년 동서대비원(東西大悲院)을 수리하여 가난하고 병든 사람들에게 무료로 의복과 옷을 지어주게 하였다.

#### 거란과의 수교
그러나 거란의 계속된 위협으로 1037년 압록강 일대에서 거란의 침입을 받자, 강화 회담을 체결하여 한동안 단절되었던 조공을 다시 바치기로 하여 거란과 화친을 맺었으며, 1038년부터는 거란의 연호를 사용하였다. 1039년 거란의 요나라 황제로부터 책봉교서를 받았다.
1039년 광종때 폐지된 노비종모법(奴婢從母法)을 다시 부활하여 노비 여성에게서 태어나는 자녀는 노비가 되도록 했고, 1045년 임진강에 부교(浮橋)를 놓았다.
그러나 비밀리에 백성들을 징발하여 정변진(靜邊鎭)·숙주(肅州)·영원(寧遠)·평로(平虜)·장주(長州)·정주(定州)·원흥진(元興鎭) 등에 계속 성을 수축하게 하였는데, 1044년 천리장성을 완공케 했다.

#### 제도 개편
예학 관련 서적의 반포를 명하여 그해 〈예기정의 禮記正義〉·〈모시정의 毛詩正義〉 등을 간행하였다. 또한 5역(五逆)·5천(五賤)·불충·불효한 자와 향(鄕)·부곡인(部曲人)·악공(樂工)·잡류(雜類) 들의 자손들이 과거에 응시할 것을 금지, 박탈했다. 1046년 장자상속법(長子相續法)을 제정했다.

### 사망
정종은 병이 위독해지자 이복 동생 휘(徽, 문종)를 불러 임시로 국정을 맡게 하고, 이후 그에게 선위하고 붕어하였다. 능은 개경부 북효의 주릉(周陵)이나, 그 정확한 위치는 알려져있지 않았으나, 2016년 6월 28일 조선민주주의인민공화국은 개성시 해선리 소재지에서 북동쪽으로 4km 떨어진 곳에서 1릉과 2릉 총 2개의 왕릉을 발견해 그중 1릉이 숙릉으로 2릉이 주릉으로 확정되었다고 발표했다. 2릉(주릉)의 크기는 남북 3.56m·동서 3.38m·높이 2.2m이다.

## 가족 관계
| 1018년 8월 30일 (음력 7월 17일) 고려 개경 연경원 | 1046년 6월 24일 (음력 5월 18일) (27세) 고려 개경 정궁 법운사 |

|    |                                                   | 생몰년         | 부모                                              | 비고       |
| -- | ------------------------------------------------- | -------------- | ------------------------------------------------- | ---------- |
| 부 | 현종 顯宗                                         | 992년 - 1031년 | 안종 安宗 헌정왕후 황보씨 獻貞王后 皇甫氏         | 제8대 국왕 |
| 모 | 원성왕후 김씨 元成王后 金氏 원성왕태후 元成王太后 | 미상 - 1028년  | 김은부 金殷傅 안산군대부인 이씨 安山郡大夫人 李氏 |            |

| 시호  | 시호                        | 본관 | 생몰년        | 부모               | 비고                    |
| ----- | --------------------------- | ---- | ------------- | ------------------ | ----------------------- |
| 제1비 | 용신왕후 한씨 容信王后 韓氏 | 단주 | 미상 - 1036년 | 한조 韓祚 미상     | 문종 2년(1048년) 추존   |
| 제2비 | 용의왕후 한씨 容懿王后 韓氏 | 단주 | 미상          | 한조 韓祚 미상     |                         |
| 제3비 | 용목왕후 이씨 容穆王后 李氏 | 부여 | 미상          | 이품언 李禀焉 미상 | 덕종 비 이씨와 자매     |
| 후궁  | 용절덕비 김씨 容節德妃 金氏 | 경주 | 미상 - 1102년 | 김원충 金元冲 미상 | 문종 비 인목덕비와 자매 |
| 후궁  | 연창궁주 노씨 延昌宮主 盧氏 | 미상 | 미상 - 1048년 | 미상               |                         |

| 봉호 | 봉호          | 이름  | 생몰년        | 생모          | 배우자 | 비고 |
| ---- | ------------- | ----- | ------------- | ------------- | ------ | ---- |
| 1    | ▨▨군 ▨▨君     | 형 詗 | 1035년 - 미상 | 용신왕후 한씨 | 미상   |      |
| 2    | 애상군 哀殤君 | 방 昉 | 미상          | 용의왕후 한씨 | 미상   |      |
| 3    | 낙랑후 樂浪侯 | 경 璥 | 미상          | 용의왕후 한씨 | 미상   |      |
| 4    | 개성후 開城侯 | 개 暟 | 미상 - 1062년 | 용의왕후 한씨 | 미상   |      |

|   |                   | 생몰년        | 생모          | 배우자 | 비고 |
| - | ----------------- | ------------- | ------------- | ------ | ---- |
| 1 | 도애공주 悼哀公主 | 미상 - 1057년 | 용목왕후 이씨 | 미상   |      |

## 같이 보기
- 덕종
- 문종
- 정간왕
- 천리장성